# Oskar Nørland
Niels Christian Oskar Nørland, nato come Niels Christian Oskar Nielsen (Roskilde, 4 ottobre 1882 – Frederiksberg, 18 maggio 1941), è stato un calciatore danese.
Cambiò legalmente il suo cognome nel 1914. Ha giocato 14 partite con la sua nazionale vincendo due medaglie d'argento olimpiche nel 1908 e 1912, ha vinto anche la medaglia d'oro nei Giochi olimpici intermedi nel 1906.

## Carriera

### Club
Nørland ha giocato tutta la sua carriera nel Kjøbenhavns Boldklub vincendo quattro titoli nazionali.

### Nazionale
Oskar Nørland ha vinto due partite nei giochi olimpici del 1908 e altrettanti nel 1912, ha giocato la sua quattordicesima ed ultima partita in nazionale nell'ottobre del 1916.

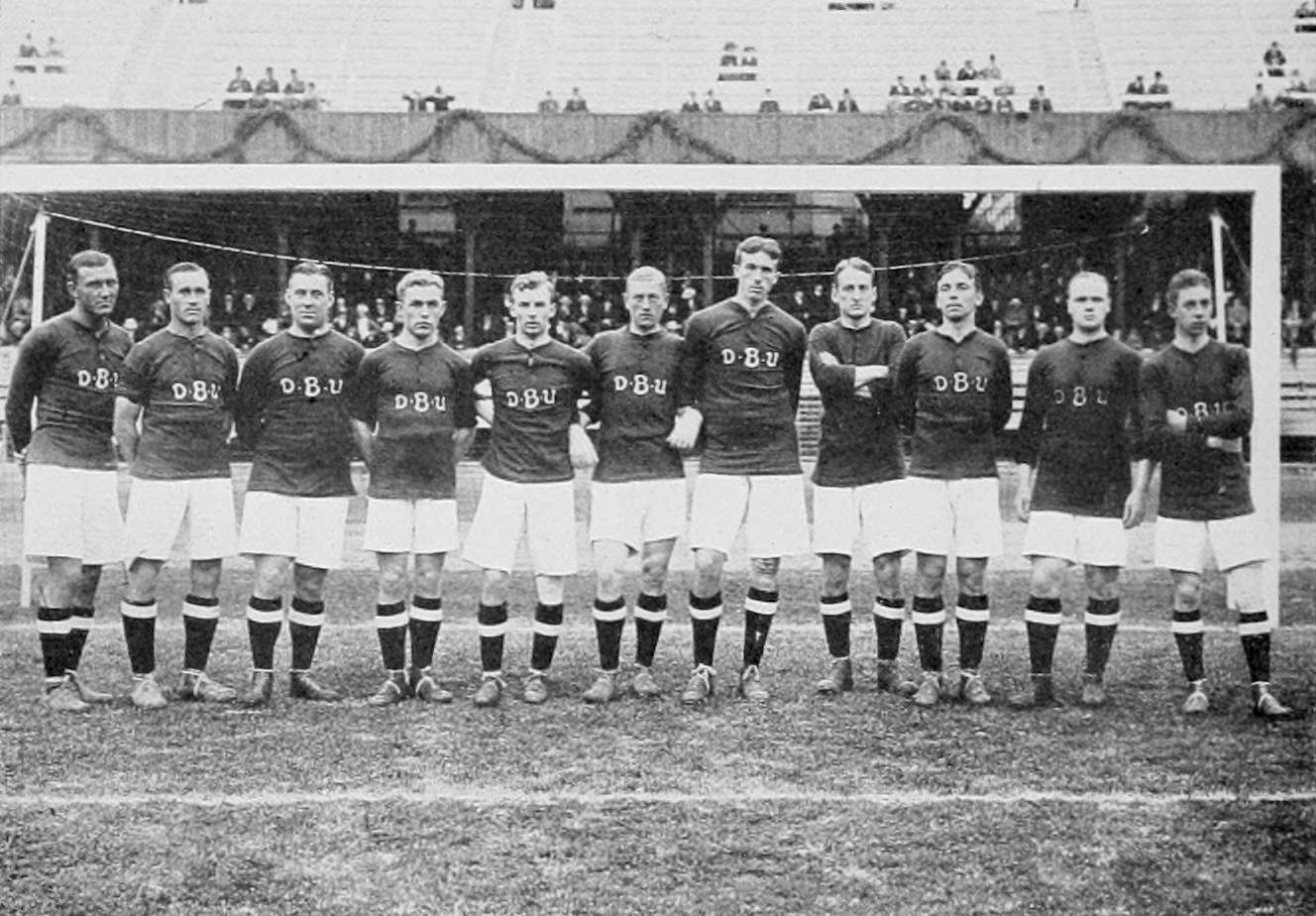
La nazionale danese vincitrice della medaglia d'argento nel 1912. Da sinistra: Anton Olsen, Sophus "Krølben" Nielsen, Harald Hansen, Paul Berth, Poul Nielsen, Sophus Hansen, Nils Middelboe, Charles Buchwald, Oskar Nørland (all'epoca ancora noto come Nielsen), Emil Jørgensen, Vilhelm Wolfhagen.

## Palmarès

### Club
- Campionato danese: 4

Kjøbenhavns Boldklub: 1912-1913, 1913-1914, 1916-1917, 1917-1918

### Nazionale
- Oro olimpico: 1

Atene 1906
- Argento olimpico: 2

Londra 1908
Stoccolma 1912